# Oxymitra incrassata
Oxymitra incrassata är en bladmossart som först beskrevs av Felix de Silva Avellar Brotero, och fick sitt nu gällande namn av Sérgio et Sim-sim. Oxymitra incrassata ingår i släktet Oxymitra och familjen Oxymitraceae. Inga underarter finns listade i Catalogue of Life.